# EB-Tenderreihe 18
Die EB-Tenderreihe 18 war eine Schlepptenderreihe der Belgischen Staatsbahnen (Chemins de fer de l’État belge, abgekürzt EB, auch L’État belge).

## Geschichte
Dieser Tendertyp wurde ab 1910 in großen Stückzahlen für mehrere Baureihen belgischer Dampflokomotiven von vielen verschiedenen Wagenbauanstalten gebaut. Verwendet wurde dieser dreiachsige Typ bei folgenden Lokomotiv-Baureihen:  7, 9, 10, 33, 36, 37 und 38.
1931 existierten noch 495 Exemplare. Am 1. Mai 1944 waren noch 488 im Dienst.
Eine Weiterentwicklung war die Tenderreihe 24 die 1930 entstand.

## Nummerierung
Schlepptender hatten bei den EB ursprünglich Ordnungsnummern ohne erkennbaren Zusammenhang mit den Nummern der damit gekuppelten Lokomotiven und zudem keine festen Nummernbereiche je Reihe. Alle Tender dieser Reihe hatten vierstellige Nummern im Bereich von 3900 bis 5999, in dem aber durchaus auch Tender anderer Reihen ihre Nummern hatten.
Erst 1931 erfolgt eine Umnummerierung der zu dem Zeitpunkt noch bei der Nationale Gesellschaft der Belgischen Eisenbahnen (NMBS/SNCB) vorhandenen Schlepptender nach einem neuen Schema mit fünfstelligen Nummern und nach Reihen getrennten Nummernbereichen.